# Angelo Assereto
Angelo Assereto (fl. XIX-XX secolo) è stato un calciatore italiano, di ruolo portiere e difensore.

## Carriera
Membro della sezione calcistica dell'Andrea Doria, con i doriani partecipò al campionato del 1902, ove perse l'eliminatoria ligure, primo derby ufficiale tra formazione genovesi contro i futuri campioni nazionali del Genoa. Nel maggio 1902 partecipa con l'Andrea Doria al torneo calcistico del campionato nazionale di ginnastica, aggiudicandosi la vittoria ad ex aequo con il Milan al termine della finale contro i rossoneri, terminata a reti bianche, ed il titolo di campione d'Italia, la Coppa Forza e Coraggio e la Corona di Quercia.
La stagione seguente è tra i titolari nella sfida valida per il terzo turno del campionato contro la Juventus, giocata il 15 marzo 1903. L'incontro terminerà con l'affermazione bianconera per 7-1 e la conseguente eliminazione dei doriani dal torneo.
Nel 1902 fu impiegato come difensore mentre in quella seguente venne schierato come portiere.

## Palmarès

### Calciatore

#### Club

##### Altre Competizioni
- Torneo FGNI: 1

Andrea Doria: 1902